# 埃列尔·桑切斯·克萨达
埃列尔·桑切斯·克萨达（西班牙語：Elier Sánchez Quesada，1986年10月4日—），古巴棒球运动员。他曾代表古巴国家队参加2008年夏季奥林匹克运动会棒球比赛，结果队伍获得一枚银牌。